# Le Bouregreg
Le Bouregreg é um sistema de transporte público que atende a cidade de Rabat e seus subúrbios, no Marrocos. A viagens serão feitas entre às 5 a 22 horas com uma freqüência de 1 trem a cada 15 minutos. O sistema utilizará elétricos ("tramway"). 
Sua construção começou em 2008 e com previsão de início de operações em 2012.

## Estações
- Temara
- Rabat-Agdal
- Rabat-Ville
- Salé-Ville
- Salé-Tabriquet
- Sidi Bouknadel